# 巨匠電腦
 巨匠電腦股份有限公司（英語：Gjun Inc.）是臺灣的電腦教育訓練公司，成立於1986年，由鍾梁權創辦，有開設電腦職訓課程，並經營諸多國際認證考試，電腦門市與美語門市各有53家直營分店，與巨匠外語線上真人家教(巨匠線上英文、巨匠線上日文、巨匠線上韓文、巨匠線上西班牙文、巨匠線上法文、巨匠線上德文)。

## 外部連結
- 巨匠電腦官方網站 （页面存档备份，存于）
- 巨匠美語官方網站 （页面存档备份，存于）